# Ackerly
Ackerly es una ciudad ubicada en los condados de Dawson y Martín en el estado estadounidense de Texas. En el Censo de 2010 tenía una población de 220 habitantes y una densidad poblacional de 273,13 personas por km².

## Geografía
Según la Oficina del Censo de los Estados Unidos, Ackerly tiene una superficie total de 0.81 km², de la cual 0.81 km² corresponden a tierra firme y (0%) 0 km² es agua.

## Demografía
Según el censo de 2010, había 220 personas residiendo en Ackerly. La densidad de población era de 273,13 hab./km². De los 220 habitantes, Ackerly estaba compuesto por el 84.55% blancos, el 0% eran afroamericanos, el 1.82% eran amerindios, el 0% eran asiáticos, el 0% eran isleños del Pacífico, el 13.64% eran de otras razas y el 0% pertenecían a dos o más razas. Del total de la población el 49.09% eran hispanos o latinos de cualquier raza.